# 阿尔岛 (法国)
阿尔岛（法語：Île d'Arz，法語發音：[il daʁ]）是法国布列塔尼大區莫尔比昂省瓦讷附近的莫尔比昂湾的一座岛屿，也是同名市镇的主要组成部分。